# Metamodellezés

Példa egy geológiai térképinformációs metamodellre, négyféle metaobjektummal és azok önreferenciáival

A metamodell egy modell modellje, a metamodellezés pedig az ilyen metamodellek létrehozásának folyamata. Így a metamodellezés az előre meghatározott problémaosztály modellezéséhez alkalmazható és hasznos keretek, szabályok, korlátozások, modellek és elméletek elemzése, konstruálása és fejlesztése. Ahogy a neve is sugallja, ez a koncepció a meta- és modellezés fogalmait alkalmazza a szoftverfejlesztésben és a rendszerfejlesztésben. A metamodelleknek sokféle típusa van, és változatos alkalmazási területeik vannak. 

## Áttekintés
A metamodell/helyettesítő modell a modell egy modellje, azaz egy áramkör, rendszer vagy szoftverszerű entitás tényleges modelljének egyszerűsített modellje. A metamodell lehet egy matematikai reláció vagy algoritmus, amely bemeneti és kimeneti relációkat reprezentál. A modell a valós világban előforduló jelenségek absztrakciója; a metamodell pedig egy újabb absztrakció, amely a modell tulajdonságait emeli ki. Egy modell úgy igazodik a metamodelljéhez, ahogyan egy számítógépes program igazodik annak a programozási nyelvnek a nyelvtanához, amelyben írták. A metamodellek különféle típusai közé tartoznak a polinomegyenletek, a neurális hálózatok, a Kriging stb. A "metamodellezés" egy adott tartományon belüli "fogalmak" (dolgok, kifejezések stb.) gyűjteményének felépítése. A metamodellezés jellemzően a kimeneti és bemeneti kapcsolatok tanulmányozását, majd a megfelelő metamodellek illesztését jelenti az adott viselkedés ábrázolásához.
A metamodellek gyakori felhasználási módjai a következők:
- Szemantikus adatok sémájaként, amelyeket ki kell cserélni vagy tárolni
- Olyan nyelvként, amely egy adott módszert vagy folyamatot támogat
- Nyelvként a meglévő információk további szemantikájának kifejezésére
- Olyan eszközök létrehozásának mechanizmusaként, amelyek futási időben a modellek széles osztályával működnek
- Sémaként egy nyelv mondatainak modellezéséhez és automatikus feltárásához, automatizált tesztszintézis alkalmazásokkal
- Egy nagyobb pontosságú modell közelítéseként, amely akkor használható, ha idő-, költség- vagy számítási ráfordítás csökkentése szükséges

A metamodellezés „meta” jellege miatt mind a metamodellek gyakorlata, mind elmélete releváns a metatudomány, a metafilozófia, a metaelméletek és a szisztematika, valamint a metatudat szempontjából. A koncepció hasznos lehet a matematikában, és gyakorlati alkalmazásokkal rendelkezik a számítástechnikában és a számítástechnikában / szoftverfejlesztésben. Ez utóbbiak állnak e cikk fő fókuszában.

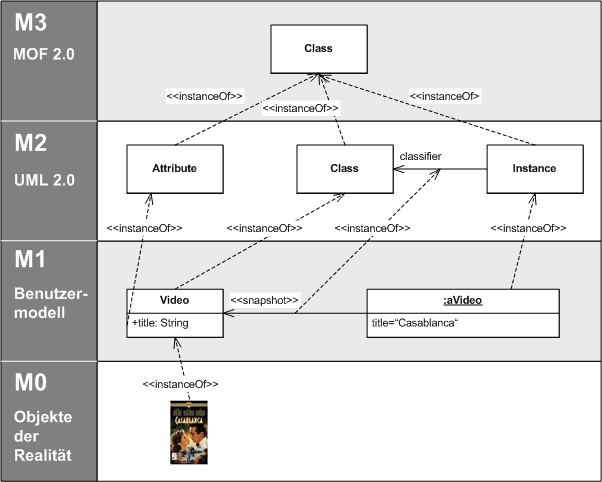
Meta-objektum létesítmény illusztráció

Egy amerikai FEA üzleti referenciamodell

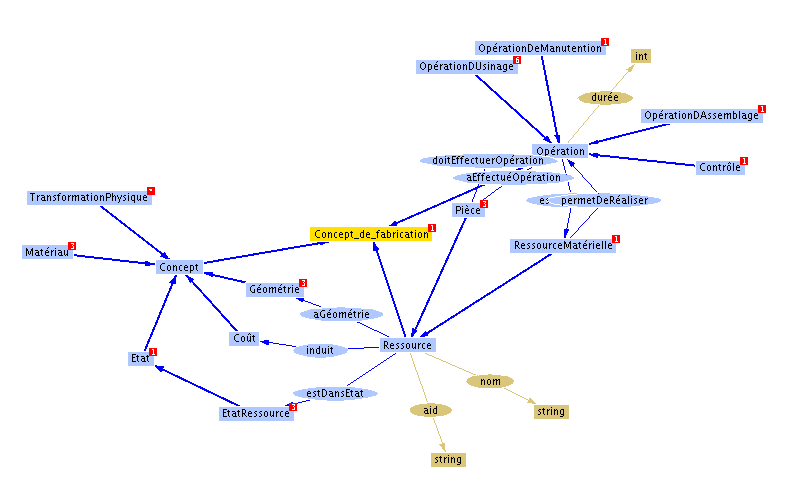
Példa egy ontológiára

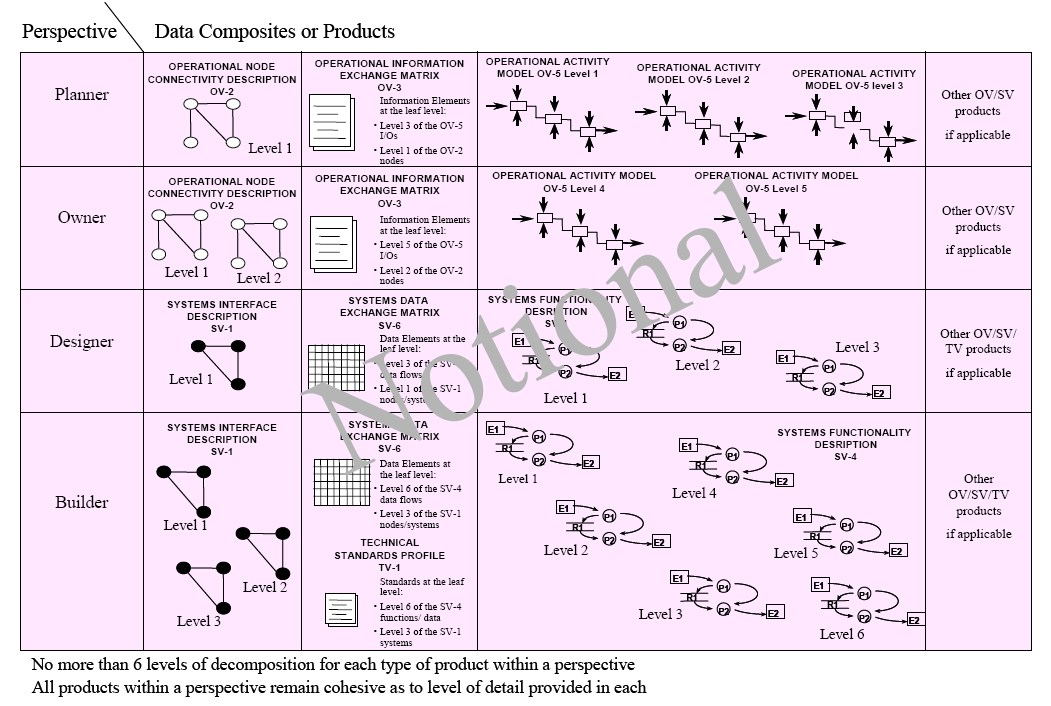
Egy DoDAF metamodell

A szoftverfejlesztésben a modellek használata alternatívát kínál a gyakoribb kódalapú fejlesztési technikákkal szemben. Egy modell mindig egy egyedi metamodellhez igazodik. A modellvezérelt mérnöki tudományok egyik jelenleg legaktívabb ága az OMG által javasolt modellvezérelt architektúra elnevezésű megközelítés. Ez a megközelítés a Meta Object Facility (MOF) specifikációban testesül meg.
Az OMG által javasolt tipikus metamodellezési specifikációk az UML, a SysML, az SPEM vagy a CWM. Az ISO közzétette az ISO/IEC 24744 szabványos metamodellt is.  Az alább bemutatott nyelvek mindegyike definiálható MOF metamodellként.

## Metaadat-modellezés
A metaadat-modellezés egy olyan metamodellezési típus, amelyet a szoftverfejlesztésben és a rendszerfejlesztésben használnak olyan modellek elemzésére és felépítésére, amelyek alkalmazhatók és hasznosak bizonyos előre meghatározott problémaosztályokra. (lásd még: adatmodellezés ).

## Modelltranszformációk
A modellvezérelt mérnöki munka egyik fontos lépése a modelltranszformációs nyelvek szisztematikus használata. Az OMG javasolt egy szabványt erre, amelyet QVT for Queries/Views/Transformations-nak hívnak. A QVT a metaobjektum-létesítményen (MOF) alapul. Sok más modelltranszformációs nyelv (MTL) mellett a szabvány néhány implementációja az AndroMDA, a VIATRA, a Tefkat, az MT, a ManyDesigns és a Portofino.

## Kapcsolat az ontológiákkal
A metamodellek szorosan kapcsolódnak az ontológiákhoz. Mindkettőt gyakran használják a fogalmak közötti kapcsolatok leírására és elemzésére: 
- Ontológiák: valami értelmes dolog kifejezése egy adott univerzumon vagy diskurzustartományon belül a nyelvtan szókincsének felhasználásával. A nyelvtan meghatározza, hogy mit jelent egy jól megfogalmazott állítás, állítás, lekérdezés stb. (formális megszorítások) arra vonatkozóan, hogy az ontológia ellenőrzött szókincsében lévő kifejezések hogyan használhatók együtt.
- Metamodellezés: egy adott szakterületre jellemző modell felépítésének explicit leírásaként (konstrukciók és szabályok) tekinthető. Ez konkrétan a tartományspecifikus jelölések formalizált specifikációját foglalja magában. A metamodellek jellemzően szigorú szabályrendszert követnek – és mindig követniük is kell azt.  „Egy érvényes metamodell egy ontológia, de nem minden ontológia modelleződik explicit módon metamodellként.”[1]

## Metamodellek állatkertjei
A szoftverfejlesztésben többféle modell (és a hozzájuk tartozó modellezési tevékenységek) különböztethető meg:
- Metaadat-modellezés (MetaData modell)
- Metafolyamat-modellezés (MetaProcess modell)
- Végrehajtható metamodellezés (a fentiek és sok más kombinációja, mint például a Kermeta általános célú eszközben)
- Modelltranszformációs nyelv (lásd alább)
- Polinomiális metamodellek
- Neurális hálózati metamodellek
- Kriging metamodellek
- Szakaszos polinom (spline) metamodellek
- Gradiens-bővített krigelés (GEK)

### Metamodellek állatkertjei
A hasonló metamodellek könyvtárát metamodellek állatkertjének nevezik. Többféle metamodell állatkert létezik. Néhányat az ECore-ban fejeznek ki. Mások a MOF 1.4 – XMI 1.2 dokumentumokban találhatók. Az UML - XMI 1.2-ben kifejezett metamodellek feltölthetők a Poseidon for UML-be, amely egy UML CASE eszköz.

## További olvasmányok
- Saraju Mohanty. Chapter 12 Metamodel-Based Fast AMS-SoC  Design Methodologies, Nanoelectronic Mixed-Signal System Design. McGraw-Hill (2015). ISBN 978-0071825719
- Booch, G., Rumbaugh, J., Jacobson, I. (1999), The Unified Modeling Language User Guide, Redwood City, CA: Addison Wesley Longman Publishing Co., Inc.
- J. P. van Gigch, System Design Modeling and Metamodeling, Plenum Press, New York, 1991
- Gopi Bulusu, hamara.in, 2004 Model Driven Transformation
- P. C. Smolik, Mambo Metamodeling Environment, Doctoral Thesis, Brno University of Technology. 2006
- Gonzalez-Perez, C. and B. Henderson-Sellers, 2008. Metamodelling for Software Engineering. Chichester (UK): Wiley. 210 p. ISBN 978-0-470-03036-3
- M.A. Jeusfeld, M. Jarke, and J. Mylopoulos, 2009. Metamodeling for Method Engineering. Cambridge (USA): The MIT Press. 424 p. ISBN 978-0-262-10108-0, Open access via http://conceptbase.sourceforge.net/2021_Metamodeling_for_Method_Engineering.pdf
- G. Caplat Modèles & Métamodèles,  2008  -  ISBN 978-2-88074-749-7 (in French)
- Fill, H.-G., Karagiannis, D., 2013. On the Conceptualisation of Modelling Methods Using the ADOxx Meta Modelling Platform, Enterprise Modelling and Information Systems Architectures, Vol. 8, Issue 1, 4-25.

## Fordítás
Ez a szócikk részben vagy egészben  a   Metamodeling című angol Wikipédia-szócikk ezen változatának fordításán alapul.  Az eredeti cikk szerkesztőit annak laptörténete sorolja fel. Ez a jelzés csupán a megfogalmazás eredetét és a szerzői jogokat jelzi, nem szolgál a cikkben szereplő információk forrásmegjelöléseként.